# Christophe Moreau
Pour les articles homonymes, voir Moreau.

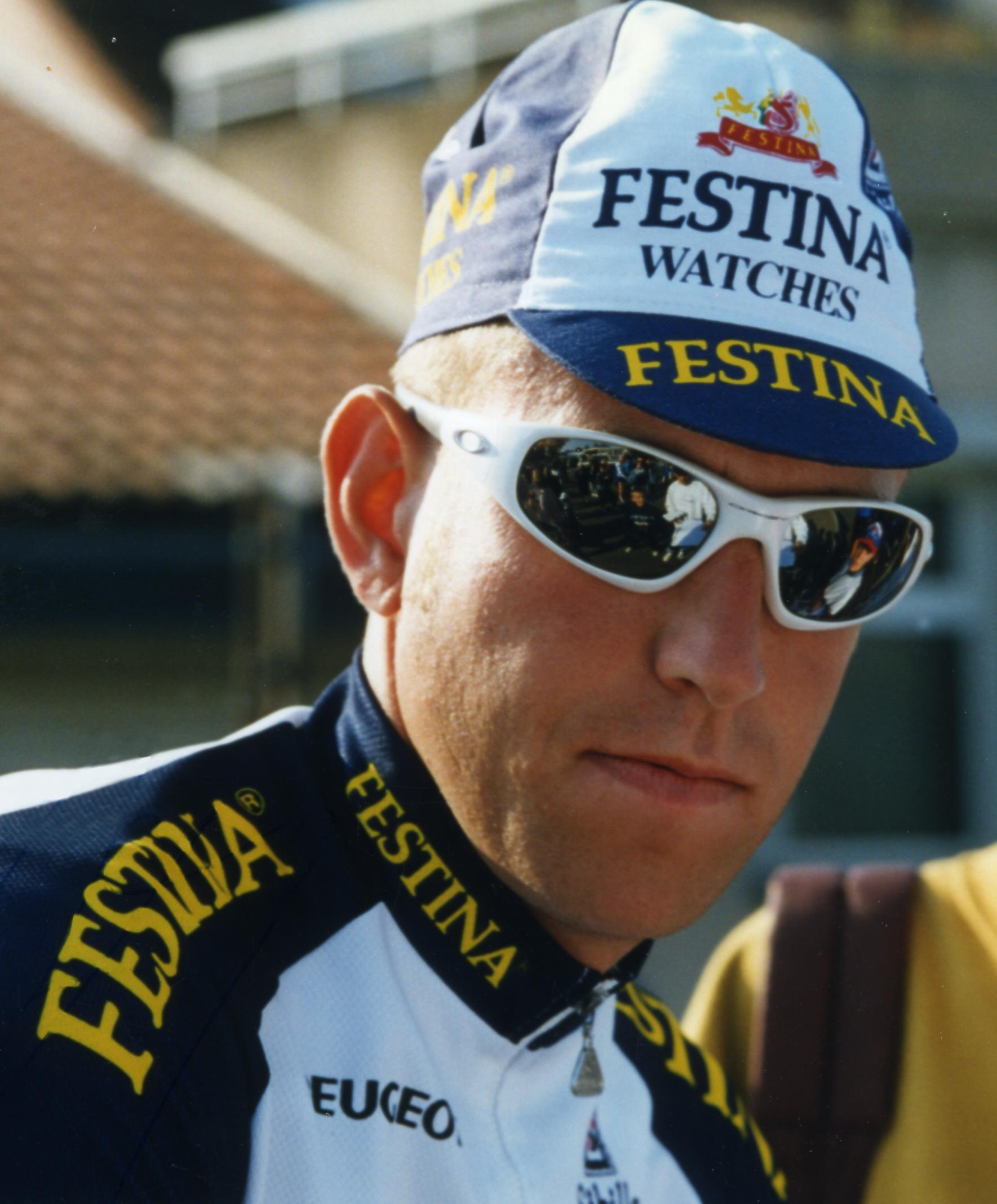
Christophe Moreau lors de Paris-Tours 1997.

Christophe Moreau, né le 12 avril 1971 à Vervins (Aisne), est un coureur cycliste franco-suisse. Professionnel entre 1995 et 2010, il a notamment l'occasion de participer à quinze Tours de France successivement sous les couleurs des équipes Festina, Crédit Agricole, AG2R Prévoyance, Agritubel et Caisse d'épargne.
Au début des années 2000, Moreau est le principal prétendant français au classement général du Tour de France. Il termine notamment quatrième de la course en 2000, tandis que l'année suivante, il remporte le prologue et porte le maillot jaune pendant deux jours. Il est classé en tant que meilleur Français du Tour en 2000, 2003, 2004 et 2005. Il a également remporté le Critérium du Dauphiné libéré en 2001 et 2007, ainsi que le championnat de France sur route en 2007.

## Biographie

### Carrière chez les professionnels
Christophe Moreau commence sa carrière professionnelle en 1995 dans l'équipe Festina-Lotus.
Il joue avant tout un rôle de coéquipier pour Richard Virenque jusqu'en 1998. Cette année-là, il remporte le Critérium international en mars. À l'issue de cette épreuve, il est contrôlé positif à un anabolisant. Il demande une contre-expertise et participe en juillet au Tour de France. L'arrestation du soigneur de l'équipe Festina, Willy Voet, peu avant le départ de l'épreuve déclenche l'affaire Festina. L'équipe est exclue du Tour. Comme la plupart de ses coéquipiers, Christophe Moreau reconnaît la pratique du dopage au sein de Festina. Pour ses aveux et son contrôle positif du Critérium international, il écope d'une suspension de six mois et se voit destitué de sa victoire, qui revient à l'Américain Bobby Julich.
Après un bon début de saison en 1999, Christophe Moreau, leader de la Festina Lotus, arrive sur le Tour avec des ambitions. Il se classe notamment 4e du prologue. Mais terminera finalement 27e de l'épreuve à plus de 45 minutes du vainqueur. Son Tour de France 2000 sera bien plus fructueux puisqu'il finira au pied du podium, à la 4e position.
Il passe ensuite par l'équipe Crédit agricole de 2002 à 2005 avec laquelle il termine 8e du Tour de France en 2003. Puis il signe chez AG2R Prévoyance en 2006 et décroche une 6e place au classement général du Tour de France. En 2007, il remporte le championnat de France sur route et le critérium du Dauphiné Libéré. Il est le dernier français à remporter une course à étape du Word Tour. En 2008, il rejoint équipe Agritubel. Au mois de mars, il est arrêté en raison de paramètres sanguins anormaux.
Après une année décevante chez Agritubel, marquée par un abandon lors du Tour, il s'engage à nouveau avec cette équipe pour la saison 2009.
Tandis que le sponsor Agritubel se retire du cyclisme à la fin de l'année 2009, Christophe Moreau signe un contrat pour 2010 avec l'équipe cycliste Caisse d'Épargne. Durant le Tour de France 2010, il annonce qu'il mettra un terme à sa carrière à l'issue de la saison 2010. Sa dernière course en tant que coureur professionnel est le Grand Prix de Plouay, disputé le 22 août 2010.

### Reconversion professionnelle
En 2011, Christophe Moreau devient consultant sur l'antenne Eurosport. Il commente le Tour de Californie au mois de mai, ainsi que le Tour d'Espagne en août.
Il signe à la fin de l’année 2012 un contrat avec la firme française Origine Cycles pour tenir un rôle d'ambassadeur de la marque et participer au développement technologique des vélos de route qu’elle fabrique.
En 2022, il devient manager général de la formation Philippe Wagner Cycling. Il quitte cette fonction moins d’un an plus tard pour des raisons liées à sa vie privée.

### Vie privée
Christophe Moreau est marié à Émilie Guillaume, hôtesse du Crédit lyonnais, qu'il a rencontrée durant le Tour de France 2000. Possédant la double nationalité franco-suisse, ainsi que sa femme et ses enfants, Christophe Moreau déclare en décembre 2015 : « Je me sens plus Suisse et Jurassien que Français ». Il explique son choix : « Au début je voulais optimiser mon imposition mais aujourd’hui c’est un choix de vie, un choix familial, mais bien sûr on paye moins d’impôt, et ça compte. »
Il est séparé de son épouse depuis le mois d'octobre 2022 et leur divorce est officialisé en janvier 2024. Il est placé en détention en janvier 2023 pour des faits de violences conjugales et menaces de mort proférées à l'encontre de sa femme.

## Palmarès et résultats

### Palmarès amateur
- 1991
  - 2e du Grand Prix de Haguenau
- 1993
  - Critérium du Printemps
  - 2e du championnat de France du contre-la-montre par équipes
  - 3e du Tour de Franche-Comté
- 1994
  - Paris-Mantes
  - Classique des Alpes amateurs
  - 1re étape du Tour Nord-Isère (contre-la-montre)
  -  Médaillé d'argent au championnat du monde du contre-la-montre par équipes
  - 2e du Grand Prix de France
  - 2e du Grand Prix des Nations amateurs
  - 3e de Bourg-Oyonnax-Bourg
  - 3e du championnat de France du contre-la-montre par équipes

### Palmarès professionnel
| - 1995 - 2e du Tour de l'Ain - 2e du Tour de l'Avenir - 1996 - Tour du Chili : - Classement général - 6eb étape (contre-la-montre) - Prologue du Tour de l'Avenir - 3e du championnat de France du contre-la-montre - 1997 - 2eb étape du Tour méditerranéen (contre-la-montre par équipes) - 3e du Tour de Valence - 7e du Critérium du Dauphiné libéré - 9e de Paris-Nice - 1998 - 4e étape du Tour méditerranéen (contre-la-montre par équipes) - 1re et 1reb (contre-la-montre) étapes de la Route du Sud - 6e de Paris-Nice - 1999 - 1reb étape de la Route du Sud (contre-la-montre) - Tour du Poitou-Charentes et de la Vienne : - Classement général - 4e étape (contre-la-montre) - 2e du championnat de France du contre-la-montre - 3e de la Coupe Sels - 3e du Chrono des Herbiers - 10e du Tour de Lombardie - 2000 - 4e étape du Grand Prix du Midi libre (contre-la-montre) - 2e du Trophée des grimpeurs - 3e du championnat de France du contre-la-montre - 4e du Tour de France - 6e du Critérium du Dauphiné libéré - 9e du Grand Prix du Midi libre - 2001 - Classement général du Critérium du Dauphiné libéré - Prologue du Tour de France - Grand Prix Breitling Karlsruhe (avec Florent Brard) - Mémorial Josef Voegeli (avec Florent Brard) - 2e du Championnat de France du contre-la-montre - 3e du Grand Prix du Midi libre | - 2002 - 4e étape des Quatre Jours de Dunkerque (contre-la-montre) - 3e du Critérium du Dauphiné libéré - 4e du Grand Prix du Midi libre - 7e du Grand Prix des Nations - 2003 - Quatre Jours de Dunkerque : - Classement général - 4e et 5e (contre-la-montre) étapes - 5e du Critérium du Dauphiné libéré - 8e du Tour de France - 9e de la Flèche wallonne - 2004 - Trophée des grimpeurs - Tour du Languedoc-Roussillon : - Classement général - 4e étape - 2e du championnat de France du contre-la-montre - 2005 - 3e des Quatre Jours de Dunkerque - 9e du Tour de Catalogne - 2006 - 2e du Critérium du Dauphiné libéré - 3e du Tour de Catalogne - 7e du Tour de France - 2007 - Champion de France sur route - Critérium du Dauphiné libéré : - Classement général - 3e et 5e étapes - 4e du Tour de Catalogne - 2008 - 2e de la Route du Sud |  |

### Résultats sur le Tour de France

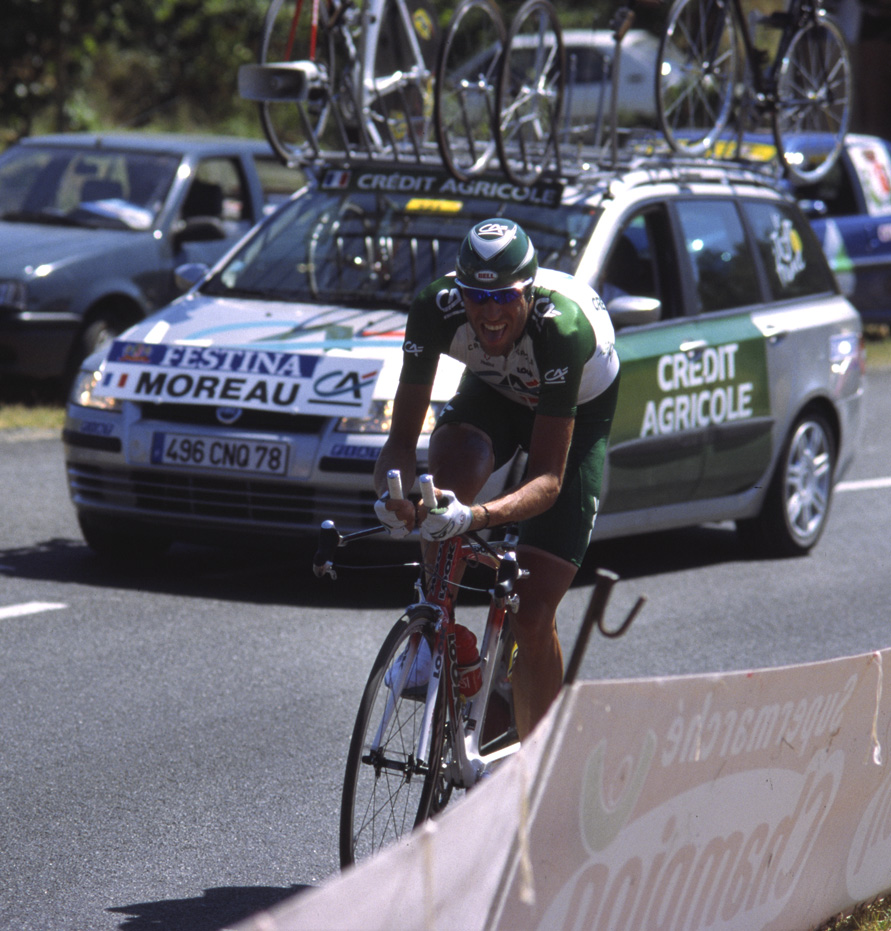
Christophe Moreau durant le Tour de France 2003

15 participations
- 1996 : 75e
- 1997 : 19e
- 1998 : exclu à la 7e étape avec l'ensemble des coureurs de l'équipe Festina
- 1999 : 27e
- 2000 : 4e
- 2001 : abandon (12e étape), vainqueur du prologue,  maillot jaune pendant 2 étapes
- 2002 : abandon (15e étape)
- 2003 : 8e
- 2004 : 12e
- 2005 : 11e
- 2006 : 7e
- 2007 : 37e
- 2008 : abandon (7e étape)
- 2009 : 29e
- 2010 : 22e

### Classements mondiaux
| Année                  | 2005 | 2006 | 2007 | 2008 | 2009 | 2010 |
| ---------------------- | ---- | ---- | ---- | ---- | ---- | ---- |
| Classement ProTour     | 79e  | 13e  | 18e  |      |      |      |
| Calendrier mondial UCI |      |      |      |      | 226e | 209e |
| UCI Europe Tour        |      |      |      | 221e | 252e |      |